# Codex Vaticanus Graecus 2066
Der Codex Vaticanus Graecus 2066 (Gregory-Aland no. 046; von Soden α 2070) ist eine griechische Handschrift des Neuen Testaments, die auf 10. Jahrhundert datiert wird. Früher Codex Basilianus.

## Beschreibung
Die Handschrift umfasst nahezu die gesamte Offenbarung des Johannes auf 20 Pergamentblättern. Sie hat ein Format von 27,5 × 19 cm. Der Text steht in Spalten mit einer Spalte mit 35 Zeilen, und etwa 36 Buchstaben pro Zeile. Die Buchstaben neigen nach rechts. Das Pergament ist dick, die Tinte schwarz-braun. Spiritus asper, Spiritus lenis, und Akzente von erster Hand.
Die Handschrift enthält auch Schriften von Basilius dem Großen, Gregor von Nyssa, und anderen Kirchenvätern.

## Text
Der griechische Text des Codex repräsentiert den byzantinischen Texttyp. Es wird der Kategorie V zugeordnet. Es bestehen Ähnlichkeiten zu der Minuskel 61 und zu der Minuskel 69.

## Geschichte
Der Codex wird in der Vatikanischen Apostolischen Bibliothek (Gr. 2066) in Rom aufbewahrt.

## Bibliographie
- Konstantin von Tischendorf, Monumenta sacra inedita, Leipzig 1846, SS. 407–431.
- Angelo Mai, Novum Testamentum Graece ex antiquissimo Codice Vaticano, (Rome, 1859).
- Giuseppe Cozza, Ad editionem Apocalypseos s. Johannis... Lipsiae anno 1869 evulgatam animadversionesa, (Rome, 1869).
- Pierre Batiffol, "L'Abbaye de Rossano" (Paris, 1891), pp. 63.
- C. R. Gregory, Textkritik des Neuen Testamentes III (Leipzig: 1909), pp. 1046–1047.